# Grand Orient de Roumanie
Le Grand Orient de Roumanie (Modèle:En Lang, abrégé en GODR) est une fédération mixte de loges qui se définit en tant que puissance symbolique souveraine, adogmatique et libérale. Il défend les valeurs républicaines et celles de laïcité, de respect des libertés individuelles, de conscience et de religion.

## Définition
Le GODR se définit comme souverain par le fait qu’il n’est pas intéressé par la reconnaissance des obédiences dogmatiques et conservatrices. Il entretient des relations d’amitié autant avec les obédiences qui font partie du réseau de franc-maçonnerie adogmatique et libérale qu’avec les autres obédiences qui respectent son existence en tant que puissance symbolique par le fait qu’il conserve le rite de la tradition initiatique, adogmatique par le fait qu’il est d’avis que l’opinion religieuse et la croyance ou la non-croyance appartient à l’individu et n’est pas un critère de sélection à l’initiation et libéral par le fait qu’il reconnait, en égale mesure, le statut d’initiés aux femmes et aux hommes, laissant aux loges la liberté de se constituer en loges masculines, féminines ou mixtes.

## Historique
En 1876, poussées par le climat nationaliste de l’époque, quelques loges se fédèrent pour créer un Grand Orient de Roumanie. Deux ans plus, d'après un article publié dans Le Cercle d'études maçonniques de la Loge Union de Bucarest (1925), il existait dix loges fonctionnant sous différentes obédiences (principalement le Grand Orient de France, le Grand Orient d'Italie et le Grand Orient du Portugal).
La Constitution du Grand Orient de Roumanie est votée au Comité central maçonnique en mars 1879. Le 1er mai de la même année, Anton Costicescu et Basile-Constantin Livianu promurent la Constitution maçonnique roumaine lors de l’union de sept loges qui constituent le Grand Orient de Roumanie en tant que puissance souveraine nationale indépendante. Cet essai n’aura duré qu’un an.
Les 12 et 13 septembre 1925, le Grand Orient de Roumanie se reconstitue. L’obédience renaissante réunira les loges créées par le Grand orient de France. Ce passage historique caractérisera déjà une particularité fondamentale du Grand Orient de Roumanie : après chaque dissolution de l’obédience, il retrouvera son dynamisme et sa rigueur dans le soutien et la relation privilégiée qu’il conservera avec le Grand Orient de France. En 1932, le Grand Orient de Roumanie compte alors 18 loges et 2 200 membres.
En 1940 et 1941, sous l’influence ultra-nationaliste de l’époque, une vaste campagne antimaçonnique se déroule. En 1948, l’Etat communiste impose la fermeture des loges pour permettre à ses membres de remplir leurs obligations de citoyens dans le cadre des brigades du travail correctionnel.
Après la chute du communisme, le 25 mai 1991 et, une fois de plus, sous la conduite du Grand Orient de France, a lieu, en tant que loge extérieure, l’installation à Bucarest de la première loge maçonnique en Roumanie : la Loge Humanitas.
Début 2005, sous l’égide du Grand Orient de France, six loges et deux triangles décident de se fédérer pour ré-allumer les feux du Grand Orient de Roumanie. Le 1er juillet de la même année, et en présence de 250 membres, des représentants et des délégations d’obédiences européennes, autant de l’Est que de l’Ouest, ainsi que du Grand Orient de France, obédience présidant la cérémonie et à laquelle les ateliers étaient affiliés, le Grand Orient de Roumanie a ré-allumé ses feux pour la troisième fois de son histoire.
A fin 2021, le Grand Orient de Roumanie compte 32 loges fonctionnelles et 650 membres masculins et féminins.

## Relations inter-obédientielles

### Relations internationales
Le GODR est membre du Centre de liaison et d'information des puissances maçonniques signataires de l'appel de Strasbourg qui regroupe la plupart des obédiences adogmatiques à l'échelon international [réf. souhaitée] ainsi que des associations European Masonic Alliance, Adogmatic Association of Central and Eastern Europe et Union Maçonnique Balcanique .